# Michio Kitazume
Michio Kitazume (Japans: 北爪道夫, Kitazume Michio) (Tokio, 12 februari 1948) is een Japanse componist, muziekpedagoog en dirigent. Hij is afkomstig uit een muzikaal gezin, zijn vader was de klarinettist en muziekpedagoog Risei Kitazume (1919-2004), die van 1980 tot 1986 voorzitter van de Japan Clarinet Society is geweest, en zijn oudere zuster is de componiste Yayoi Kitazume.

## Levensloop
Kitazume studeerde - net als zijn zuster - vanaf 1966 muziektheorie, compositie aan de Tokyo University of the Arts (東京藝術大学 Tōkyō Geijutsu Daigaku) , die toen nog Tokyo National University of Fine Arts and Music heette, bij Tomojiro Ikenouchi, Akio Yashiro en Teizo Matsumura, piano bij Shozo Tsubota en orkestdirectie bij Hideo Saito en Masamitsu Takahashi. Hij behaalde aldaar zowel zijn Bachelor of Music als zijn Master of Music. In 1979 studeerde hij met een studiebeurs van het Franse bureau voor culturele betrekkingen in Parijs. 
Hij was als muziekpedagoog verbonden aan het Kunitachi College of Music in Tokio, aan de Aichi Prefectural University of Fine Arts and Music in Nagakute in de prefectuur Aichi en was gastdocent aan het Tokyo College of Music. 
Als componist schreef hij werken voor verschillende genres, zoals werken voor orkest, harmonieorkest, vocale muziek en kamermuziek. In 1977 werd hij lid van een samenwerkingsgroep van muzikanten en componisten "Ensemble Vent d'Orient". Deze groep veroverde de 1e Nakajima Kenzo Contemporary Music Prijs in 1983. In 2004 won hij als componist opnieuw de 22e Nakajima Kenzo Music Prize. Hij is voorzitter van de Japan Society for Contemporary Music.

## Composities

### Werken voor orkest
- 1983: - The Sky, voor orkest
- 1987: - Project of Light, voor orkest
- 1990 rev.1991: - Sublimation, voor orkest[2]
- 1993: - Ei-Sho, voor orkest  - won de Otaka Prijs in 1994 en de Grand-Prix of the International Rostrum of Composers (IRC)-UNESCO in 1995
- 1995: - Color of the Layers I, voor kamerorkest
- 1997: - Ceremony of The Sky and Trees, voor orkest
- 1999: - From The Beginning of The Sea, voor orkest
- 2000: - Scene of The Earth, voor orkest - won de Otaka Prijs in 2001
- 2003: - Concert, voor orkest
- 2005: - Distances I, voor orkest
- 2006: - Song is always there, voor orkest

#### Werken voor instrumenten en orkest
- 1976: - Shadows II, voor slagwerk solo en orkest
- 1985: - Concert voor sitar "Birth", voor sitar en orkest
- 1987: - Side By Side, voor slagwerk solo en orkest[3]
- 1995: - Side By Side (version 2), voor slagwerk solo en kamerorkest
- 2002: - Concert, voor klarinet en orkest
- 2005: - Concert, voor cello en orkest

### Werken voor harmonieorkest of koperensemble
- 1985: - Windy Horizon
- 1991 rev.2004: - Festa
- 2002: - Song from a distance
- 2003: - Pilgrimage - verplicht werk tijdens de "All Japan Band Competition" in 2004
- 2004: - Secret Song
- 2005: - Fanfare in the Forest, voor koperensemble en slagwerk
- 2007: - Narabi yuku tomo, voor harmonieorkest
- 2007: - Stream II, voor 2 dwarsfluiten, 4 klarinetten, 4 saxofoons, 4 hoorns, 2 slagwerkers
- 2009: - Kumo no ue no sanpomichi
- 2009: - Fanfare Rhythmic
- 2010: - Hana no Na wa?, voor kotoensemble en harmonieorkest
- 2012: - Dancing Shadow
- - Metamorphosis of the Clouds - compositieopdracht van het Tokyo Kosei Wind Orchestra[4]
- - To The Sky - compositieopdracht voor het zestigjarig jubileum van de "Central Air Force Band of the Japanese Air Self Defense Force"

### Werken voor mandolineorkest
- 1997: - Canto, voor mandolineorkest
- 2009: - Blue Cosmic Garden III, voor gitaar en mandolineorkest

### Vocale muziek

#### Werken voor koor
- 1983: - "Saru" Suit, voor kinder- of vrouwenkoor en piano
- 1996: - A Journey of Words I, voor gemengd koor
- 1998: - Chiisai-Tabidachi, voor gemengd koor en piano
- 1999: - "Saru" Suit, voor gemengd koor en piano
- 1999: - The Sea, voor gemengd koor en piano
- 2000: - Kujirani-Nomarete, voor gemengd koor en piano
- 2001: - Kaita's Garance, voor mannenkoor
- 2003: - Mawaru-Uta, voor gemengd koor
- 2004: - Odeon, voor gemengd koor en piano
- 2004: - Kotoba-Asobi-Uta - Mata, voor gemengd koor en piano
- 2005: - Vocalise, gereviseerde versie voor 3 vrouwenkoren
- 2009: - Manyo no Uta, suite voor gemengd koor en piano
- 2009: - Man'you-no-uta, voor gemengd koor en piano

#### Liederen
- 1975: - Champ Change Chant, voor 3 sopranen en 3 saxofoons
- 1982: - Vocalise, voor 3 vrouwelijke zangstemmen
- 1984: - Road of The Wind, voor zangstem, dwarsfluit, klarinet, viool, 2 slagwerkers en harp

### Kamermuziek
- 1971: - Contagion, voor 3 dwarsfluiten (ook piccolo) en 2 slagwerkers
- 1972: - Oasis, voor dwarsfluit, viool en piano
- 1974: - Affection, voor 4 dwarsfluiten (ook piccolo) en 4 klarinetten (ook basklarinet)
- 1975: - Shadows I, voor kopernonet (3 trompetten, hoorn, 3 trombones en 2 tuba's)
- 1976: - Slapping Crossing, voor basklarinet en slagwerk
- 1977: - Shadows IV, voor klarinet solo
- 1979: - Arioso I, voor dwarsfluit, klarinet, slagwerk en harp
- 1980: - Air I, voor altsaxofoon en piano
- 1980: - Arioso III, voor klarinet, viool, harp en slagwerk
- 1981: - Color of The Words A, voor klarinet, viool, harp en slagwerk
- 1982: - Color of The Words B, voor klarinet, viool, harp en 2 slagwerkers
- 1982: - Resonance, voor 5 klarinetten
- 1987: - The Ring Twinkles, voor gitaar, piano, viool, altviool en cello
- 1994: - Poem of Light, voor fluitkoor/-orkest
- 1996: - Pair Work, voor dwarsfluit en piano
- 1996: - Ren-Ga, voor klarinet solo
- 1997: - Twins, voor viool en marimba
- 1999: - Triplets, voor viool, klarinet en piano
- 2002: - Canto II, voor 8 saxofoons
- 2004: - Fanfare, voor orgel en slagwerkensemble (6 slagwerkers)
- 2004: - Song from a distance II, voor klarinet, viool, cello en piano
- 2004: - Piece, voor vibrafoon en harp
- 2007: - Stream I, voor harp en vibrafoon
- 2010: - Chain, voor sopraansaxofoon
- 2010: - 3 Portraits, voor eufonium

### Werken voor orgel
- 1986: - Cosmos

### Werken voor piano
- 1967: - Sonate
- 1984: - Little Maa takes a nap
- 1984: - Tockn's Waltz
- 1986: - Music, voor 2 piano's
- 1987: - Procession of Ducklings moving house
- 1989: - Brothers and Sisters
- 1990: - Little Elephant Accompanied by a Little Bird
- 1995: - Color of the Layers II
- 1996: - Remaining Seed
- 1997: - Cut up Everything
- 1998: - Dance of fallen leaves
- 1999: - Parent and Child Jumping Horses, voor 2 piano's
- 2001: - Transition
- 2005: - Mai
- 2005: - Transition II
- 2006: - Distances II
- 2006: - Secret Folk Song

### Werken voor gitaar
- 1985: - Blue Cosmic Garden I
- 2006: - Blue Cosmic Garden II

### Werken voor slagwerk
- 1972: - Tact, voor 3 marimba
- 1973: - Relation, voor 2 slagwerkers en bandrecorder
- 1974: - Piece for Wooden Pieces, voor geprepareerd marimba
- 1976: - Shadows IIIa, voor slagwerk
- 1977: - Shadows IIIb, voor slagwerk
- 1983: - Air II, voor marimba en vibrafoon
- 1989: - Side By Side, versie voor slagwerk solo[5]
- 1997: - Voice from The Forest, voor 12 slagwerkers
- 2002: - Gradation, voor 8 slagwerkers
- 2007: - Stream III, voor slagwerkensemble

### Werken voor traditionele Japanse instrumenten
- 1974: - Mono-trio, voor 3 koto
- 1985: - Autumn is Coming from Somewhere, voor shinobue en koto
- 1988: - In Resonance, voor 20-snaren koto
- 1989: - Ei-Sho, voor 2 biwa, hosozao, chuzao, futozao en 2 slagwerkers
- 1994: - Yu-En, voor 3 zangstemmen, biwa, 17-snaren koto, shakuhachi en slagwerk
- 1996: - Rai, voor 17-snaren koto
- 1998: - Ren-Ku, voor 13-snaren koto
- 2001: - Meguri-Uta - A Journey of Words II, voor zangstemmen en 2 koto
- - Renku, voor 13-snaren koto